# Satisfaction utilisateur
La satisfaction utilisateur, ou satisfaction client ou satisfaction consommateur, est un concept couramment utilisé en marketing et dans les standards de gestion de la qualité type ISO 9000 où la satisfaction est la finalité de la mise en place de processus. Une entreprise apporte au client un produit ou un service. La satisfaction est la perception des qualités intrinsèques de cette fourniture par rapport aux besoins exprimés ou tacites du client ou consommateur. 
Selon le MEDEF, cette satisfaction est mesurée par les entreprises, par des indicateurs qualitatifs, pour améliorer sans cesse la satisfaction : la fidélité du client est le but de cette surveillance, voire le fait qu'il devienne ambassadeur du produit ou de la marque. Une entreprise sans client n'a plus de raison d'être. Les retours des clients sur leurs insatisfactions sont de plus l'opportunité de travailler à les résoudre et ainsi améliorer son indicateur de satisfaction.
Plusieurs entreprises indiquent ainsi qu'un client satisfait est un facteur d'accroissement de la rentabilité, une relation entre la satisfaction et les niveaux de trésorerie étant constatée. Le président d'Amazon France, Romain Voog, indique ainsi qu'« un acheteur satisfait représente, finalement, une dizaine de clients recrutés. ». Un autre exemple concerne la SNCF qui mesure continuellement la satisfaction de ses clients, et notamment la ponctualité de ses trains. La directrice générale de SNCF Voyageurs indique que « la mission de la SNCF est de répondre au besoin de chacun de nos voyageurs et leur satisfaction est la priorité absolue de chaque cheminot. ».
Fred Reichheld, pour Bain & Company, a popularisé au début des années 2000 le Net Promoter Score comme outil de mesure de la satisfaction du client, et d'évaluation du travail du salarié.

## Prévalence
Une enquête réalisée en 2008 a montré que seuls 3,5 % des consommateurs chinois étaient satisfaits de leurs achats en ligne. Une étude réalisée en 2020 par l'Arizona State University a révélé que la satisfaction des clients aux États-Unis se détériore. Environ deux tiers des participants à l'enquête ont déclaré avoir ressenti de la "colère" à l'égard de leur expérience de consommation. Depuis les années 1970, la satisfaction des clients a baissé pendant plusieurs années. La majorité des personnes interrogées estiment que les entreprises n'ont pas suffisamment tenu compte de leurs plaintes concernant le service à la clientèle. Un rapport de 2022 a montré que l'expérience des consommateurs aux États-Unis a considérablement diminué au cours des deux années qui ont suivi le début de la pandémie de COVID-19. Au Royaume-Uni, les plaintes concernant le service clientèle ont atteint un niveau record en 2022 en raison d'un manque de personnel et d'une crise d'approvisionnement liée à la pandémie de grippe aviaire.

## Méthodologies
L'indice de satisfaction de la clientèle (ISC) est un indice général qui mesure la satisfaction de la clientèle à l'égard d'une organisation ou d'un produit ou service particulier. L'approche européenne (ECSI) est basée sur la définition de quatre domaines principaux, qui sont définis par d'autres variables. L'American Customer Satisfaction Index (ACSI) est la norme scientifique en matière de satisfaction de la clientèle.
Le modèle de Kano est une théorie du développement de produits et de la satisfaction de la clientèle élaborée dans les années 1980 par le professeur Noriaki Kano,,, qui classe les préférences des clients en cinq catégories: Attractif, Unidimensionnel, Obligatoire, Indifférent et Inverse. Le modèle de Kano donne un aperçu des caractéristiques du produit qui sont considérées comme importantes par les acheteurs.